# 格雷县 (法国)
格雷县（法語：Canton de Gray）是法国上索恩省的一个县（省级选区），中央投票站位于格雷。